# Jacques Rozier
Ne pas confondre avec Jacques Rozier, nom de plume de la romancière française Émilie Paton
Pour les articles homonymes, voir Rozier.
Jacques Rozier, né le 10 novembre 1926 à Paris et mort le 31 mai 2023 à Théoule-sur-Mer (Alpes-Maritimes), est un réalisateur français.
Après des études de cinéma à l'IDHEC, il travaille comme assistant à la télévision et réalise dès le milieu des années 1950 des courts métrages considérés comme précurseurs de la Nouvelle Vague, Rentrée des classes (1956) et Blue Jeans (1958).
Son premier long métrage, Adieu Philippine (1962), est considéré comme emblématique de l'esthétique de la Nouvelle Vague. Malgré ce succès d'estime, Jacques Rozier doit attendre 1969 pour tourner un nouveau long métrage, Du côté d'Orouët (1973), qui révèle au cinéma le talent comique de l'acteur Bernard Ménez. Adepte des tournages improvisés, il réalise ensuite Les Naufragés de l'île de la Tortue (1976), une comédie avec Pierre Richard, puis dix ans plus tard il retrouve Bernard Ménez associé à l'acteur Luis Rego pour une nouvelle comédie intitulée Maine Océan (1986).
Ses films, peu distribués, n'ont pas rencontré un grand succès public mais ont tous obtenu un succès critique. Il a reçu le prix Jean-Vigo pour Maine Océan (1986), le prix René-Clair (1997) et le Carrosse d'or (2002) pour l'ensemble de sa carrière.

## Biographie

### Jeunesse
Jacques Rozier naît à Paris le 10 novembre 1926 et grandit dans le quartier des Batignolles.
Il suit des études à l'IDHEC en 1948-1949. Pour son film de fin d'études, il part en Provence avec ses bobines et une caméra et filme les premières images de son futur court métrage Rentrée des classes.

### Carrière
Après ses études, il travaille comme assistant à la télévision auprès de réalisateurs comme Marcel Bluwal, Stellio Lorenzi et Claude Loursais, qui tournent des dramatiques dans les studios des Buttes Chaumont. Rozier se dit impressionné et influencé par leur rapidité d'exécution et leur savoir-faire,.
Il fait un stage sur le tournage de French Cancan de Jean Renoir.
Avec l'argent gagné à la télévision, il achète de la pellicule pour tourner Rentrée des classes (1955). Le film, réalisé en 1955, peut être considéré comme le premier film de la Nouvelle Vague,,.
Avec l'argent obtenu par la vente de Rentrée des classes, il tourne Blue Jeans. Il rencontre Jean-Luc Godard en présentant Blue Jeans aux Journées internationales du court métrage à Tours en 1958. À l'époque, Godard est critique de cinéma à Arts et il signe un article intitulé « Resnais, Varda, Demy et Rozier dominent le Festival de Tours. », ce qui sonne comme une provocation étant donné qu'Agnès Varda, Jacques Demy et Jacques Rozier étaient alors complètement inconnus. Il voit dans Blue Jeans « le film le plus frais, enfantinement pur, jeune et sympa de ces fades et horriblement sérieuses journées ». Blue Jeans est ensuite diffusé au cinéma en première partie du film de John Berry Oh ! Qué mambo (1959).
Après le succès d'À bout de souffle, en 1960, Jean-Luc Godard présente Jacques Rozier à son producteur, Georges de Beauregard. Ce dernier permet à Rozier de réaliser son premier long métrage, Adieu Philippine. Rozier avait le souhait de tourner un film décrivant les premiers jours d'un appelé dans un régiment. Un tel sujet était impossible à traiter pendant la guerre d'Algérie. Il s'oriente alors vers l'histoire d'un garçon amoureux de deux filles, très amies entre elles. Le garçon laisse finalement les choses en plan pour partir en Algérie. Inspiré par l'esthétique du néoréalisme italien, Rozier choisit ses acteurs dans la rue. Or, la production du film est difficile ; le tournage du film a lieu en partie en Corse dans des montagnes uniquement accessibles à dos de mule. Le montage dure douze mois. Par mesure d'économie, la production n'a pas engagé de preneur de son. Seuls des sons témoins, non synchrones, ont été enregistrés sur un petit magnétophone. À l'écoute, les dialogues se révèleront totalement inaudibles. Rozier passera cinq mois à les reconstituer en lisant sur les lèvres des acteurs. Georges de Beauregard ne croit plus au film et Rozier fait racheter les droits du film par Alain Paygot (Unitec) afin de l'achever et de pouvoir le montrer au festival de Cannes en 1962 : le film, sélectionné pour la première édition de la semaine de la critique, y reçoit un prix. Le film sort finalement en salles en septembre 1963.
Adieu Philippine est salué par la critique et devient l'un des films emblématiques de la Nouvelle Vague. Jean-Michel Frodon y voit le film qui condense le mieux l'esprit de la Nouvelle Vague. Le critique Louis Skorecki y voit « le plus beau portrait de la France du début des années 1960. »
Dans Paparazzi et Le Parti des choses : Bardot et Godard (1963), il filme l'actrice Brigitte Bardot sur le tournage du Mépris (1963) de Jean-Luc Godard confrontée à la traque des paparazzi à Capri et à Rome,.
Après Adieu Philippine, Jacques Rozier rencontre des difficultés pour réaliser un nouveau film. Ses relations difficiles avec Georges de Beauregard lui donnent une mauvaise réputation auprès des producteurs et font de lui l'« enfant terrible de la Nouvelle Vague ».

Il lance de nombreux projets mais n'arrive pas à boucler ses scénarios. Dans un entretien avec Frédéric Bonnaud en 1996, il explique : 

« Mon défaut, c’est que je fonctionne sur la notion de désir. Si j’ai l’idée d’un film, j’ai envie que ça se fasse dans les trois-quatre mois. Je lance une idée, j’écris mais sans achever l’écriture, j’ai du mal à donner à lire un scénario bouclé. »

Il continue de travailler à la télévision où il réalise notamment une série Ni figue, ni raisin avec la chanteuse Michèle Arnaud puis une émission dans la série Cinéastes de notre temps sur Jean Vigo.
Du côté d'Orouët, tourné en 16 mm en 1969 et sorti en 1973, raconte les vacances de trois jeunes filles et d'un jeune homme dans une villa sur le littoral vendéen. Le film ne reste en salle qu'une semaine,.
Il révèle le talent comique de l'acteur Bernard Menez,.
En 1974, le producteur Claude Berri propose à Rozier de tourner un film avec Pierre Richard, qui vient de connaître le succès au cinéma avec Le Grand Blond avec une chaussure noire, sorti en décembre 1972. Rozier accepte à la condition de ne pas avoir à fournir de scénario. Les Naufragés de l'île de la Tortue raconte l'histoire d'une agence de voyages qui tente de lancer une nouvelle formule de vacances. Au lieu de proposer aux vacanciers un programme surchargé, elle propose une opération « Robinson Crusoé » qui consiste à laisser les touristes à eux-mêmes sur une île déserte. Jean-Arthur Bonaventure (Pierre Richard) et Petit Nono (Jacques Villeret) sont chargés par l'agence de voyages de mettre sur pied cette opération. Cependant Pierre Richard doit quitter le tournage prématurément pour tourner entre avril et juillet 1974 La moutarde me monte au nez de Claude Zidi. Jacques Rozier modifie son scénario initial en fonction et décide de mettre le personnage de Pierre Richard en prison. À sa sortie en salles en 1976, le film est un échec commercial. Il est repris au cinéma en copie neuve en 2004,. Le critique Ludovic Lament voit dans le film un « anti-Bronzés loufoque ».
Rozier réalise aussi avec Pascal Thomas un pilote pour une série destinée à la télévision intitulée Nono Nenesse (1975) où Bernard Ménez, Jacques Villeret et Maurice Risch jouent aux bébés au milieu d'un mobilier géant dans un esprit régressif. La série s'inspire de Laurel et Hardy. La série n'a finalement pas été diffusée à la télévision mais le pilote a été montré au public lors de la rétrospective de l'œuvre de Rozier au  festival international du film de La Rochelle en 1996,.
Maine Océan, comédie poétique en forme d’étrange voyage en train, ne voit le jour qu’au printemps 1986. Les critiques sont, une nouvelle fois, très élogieuses. Une version restaurée est reprise au cinéma en 2007. Le film rencontre un succès public relatif (135 000 entrées en France).
Jacques Rozier réalise aussi deux documentaires sur l'opéra baroque à travers deux œuvres de Lully. Le premier, L'Opéra du roi, tourné en 1989 au Théâtre lyrique de Montpellier, dévoile les coulisses d'une représentation d' Atys dirigée par William Christie (musique) et Francine Lancelot (chorégraphie). Le second, Revenez, plaisirs exilés, est une captation des répétitions et de la générale d' Alceste ou le Triomphe d'Alcide, données à l'opéra de Versailles  et au Théâtre des Champs-Élysées en 1991 sous la direction de Jean-Louis Martinoty (mise en scène), Jean-Claude Malgoire (musique), Marie-Geneviève Massé et François Raffinot (chorégraphie).
En 1996, le festival international du film de La Rochelle rend hommage à Jacques Rozier en lui consacrant une rétrospective.
En 1997, l'ensemble de son œuvre cinématographique est distinguée par le prix René-Clair.
En 2001, le réalisateur présente à la Mostra de Venise Fifi Martingale, une comédie qui se déroule dans un théâtre. Le film ne connaît pas de distribution en salles et Rozier souhaite remanier le montage.
Du 2 au 26 novembre 2001, une rétrospective intégrale de Jacques Rozier présentée au Centre Pompidou révèle que l’œuvre du réalisateur ne se limite pas aux cinq longs métrages sortis en salle. Il a en fait réalisé une trentaine d'œuvres de différents formats et de différentes durées pour la télévision ou pour le cinéma,.
En 2006, il lance le projet de réaliser une comédie intitulée Le Perroquet parisien, initialement Le Perroquet bleu, sur le milieu du cinéma. Le tournage est interrompu pour des problèmes de production.
En 2021, il travaille sur une rétrospective de sa carrière en collaboration avec la Cinémathèque française prévue pour novembre de cette même année, durant laquelle il devait présenter nombre de ses films phares, avant d'annuler sa présence au début du mois.
Les 13 et 15 décembre 2024, un Festival Jacques Rozier est organisé au cinéma Apollo de Pontault-Combault, avec les projections dAdieu Philippine et de Maine Océan en présence de Bernard Ménez.

### Dernières années et mort
Le 15 juillet 2021, il est expulsé de son logement à Neuilly-sur-Seine, et une pétition est lancée pour l'aider.
Jacques Rozier meurt le 31 mai 2023, à Théoule-sur-Mer, à l'âge de 96 ans, après avoir été hospitalisé. Sa mort est annoncée le 3 juin par sa collaboratrice Michèle Berson à l'AFP. Il est incinéré.

## Méthode de travail
Pierre Richard, dans un entretien aux Cahiers du cinéma, décrit l'anti-méthode de Rozier : « Pour lui, le temps n’a pas d’importance, dans la vie comme dans les films. Plus que prendre son temps, il lui donne toute sa valeur. Avec cette méthode, si c’en est une, vous n’avez pas le temps de faire votre cinéma, avec vos petits tics d’acteur, puisque vous ne savez ce qui va se passer. En plus, Jacques finissait toujours les magasins de pellicule et, à la fin de chaque prise, n’entendant pas « couper », on devait meubler les silences, gérer la gêne du moment. Rozier se sert de tout ça. Ce n’est pas la ligne qui l’intéresse, c’est ce qu’il y a entre les lignes, les creux. Tout ce qui nous échappe, qu’on ne contrôle pas. Faire ressentir à quelqu’un quelque chose qu’il n’a pas l’habitude de ressentir, le voir s’en étonner ou ne pas s’en apercevoir. Il aime les points de suspension. C’est peut-être pour ça qu’il tourne avec des amateurs, parce qu’il a peur que les acteurs confirmés lui donnent la musique qu’ils savent jouer. Les acteurs, il les prend pour ce qu’ils savent faire, mais surtout pour en donner une relecture. »
Jacques Rozier travaille généralement à partir de scénarios peu contraignants ou inachevés et déclare lui-même accorder une grande importance à l'imprévu sur les tournages : « J'ai un profond mépris pour les metteurs en scène qui dirigent le doigt tendu et l'œil rivé au viseur. J'exècre le viseur, c'est le signe du chef, ça ne sert rigoureusement à rien. Si on envisage le cinéma comme l'héritage des frères Lumière, alors il vaut mieux être réceptif à tout ce qui peut arriver lors du tournage, ne pas tout prévoir et quadriller à l'avance. » Cela lui vient notamment de son expérience de la télévision, quand il tournait des dramatiques au début des années 1950 et a gardé l'habitude de tourner avec deux caméras. Selon lui, les deux caméras permettent de tourner rapidement et facilitent les raccords au montage.
Il récuse le terme de direction d'acteur au sens où il ne prétend pas diriger les acteurs mais simplement être réceptif à leur interprétation.
Ses films ne sont pas autobiographiques. Il dit ne jamais raconter ses propres histoires. Il apprécie les personnages en situation d'échec.
Le fait que peu de ses projets pour le cinéma aient abouti lui a valu une réputation de dilettante. Il a néanmoins beaucoup tourné pour la télévision, notamment au temps de l'ORTF.

## Analyse de l'œuvre
Le cinéma de Rozier ne ressemble à rien de connu. Jacques Mandelbaum le définit de la manière suivante : « Le goût du voyage et de la vacance, la récurrence de l'eau et des îles, le sens aigu de la durée, l'inclination pour les genres et les acteurs populaires, l'hybridation du documentaire et de la fiction, l'improvisation et les changements de cap élevés au rang des beaux-arts marquent de façon indélébile ce cinéma, qui procure comme aucun autre la sensation, simultanément joyeuse et mélancolique, de la grâce de l'existence et de la fragilité de l'instant. »
Pour Pascal Thomas, « Rozier est un singulier dans le siècle. On croit qu'il s'empêche lui-même, mais c'est faux. Il vit dans l'instant, et cette manière de vivre ne coïncide plus du tout avec les exigences de ce métier, où la dictature du scénario, qui détermine seule le financement du film, est devenue terriblement néfaste. »

Selon Jacques Rozier lui-même, son cinéma raconte toujours l'histoire de mythomanes : 

« J'arrive aujourd'hui à croire qu'ils [ses films] ont pour thématique commune de raconter l'histoire de mythomanes. Je ne l'ai pas fait exprès. J'ai toujours été fasciné par les gens qui racontent des histoires à dormir debout, mais que l'on croit malgré tout. »

## Filmographie

### Longs métrages
- 1962 : Adieu Philippine
- 1964 : Cinéastes de notre temps : Jean Vigo (documentaire)
- 1973 : Du côté d'Orouët
- 1976 : Les Naufragés de l'île de la Tortue
- 1986 : Maine Océan
- 1990 : Joséphine en tournée (mini-série télévisée)
- 2001 : Fifi Martingale

### Courts métrages
- 1947 : Une épine au pied
- 1956 : Rentrée des classes
- 1958 : Blue Jeans
- 1962 : Dans le vent
- 1963 : Paparazzi
- 1963 : Le Parti des choses
- 1966 : Roméos et Jupettes
- 1972 : Vive le cinéma (TV)
- 1973 : Les Aoûtiens
- 1978 : Marketing mix (TV)
- 1983 : Lettre de la Sierra Morena (TV)
- 1984 : Oh, oh, oh, jolie tournée (vidéo)
- 1985 : Maine-Océan Express
- 1989 : L'Opéra du roi (vidéo)
- 1991 : Revenez, plaisirs exilés (vidéo)
- 1995 : Comment devenir cinéaste sans se prendre la tête
- 2008 : Supplément au voyage en terre « Philippine »

### Projets inachevés
- 1975 : Nono Nenesse (court métrage)
- 2007 : Le Perroquet parisien/Le Perroquet bleu (long métrage)

## Distinctions
- 1986 : Prix Jean-Vigo pour Maine Océan
- 1997 : Prix René Clair pour l'ensemble de son œuvre
- 2002 : Carrosse d'or pour l'ensemble de son œuvre[40]